# 레슬링 월드컵
레슬링 월드컵(Wrestling World Cup)은 레슬링의 글로벌 관리 기구인 UWW(세계 레슬링 연합) 회원국을 대표하는 팀들이 참가하는 국제 레슬링 대회이다. 컵은 1973년 토너먼트 이후 매년 FILA(UWW 전신)에 의해 진행되었다. 월드컵은 대륙별 상위권 팀들의 맞대결로 시작됐지만 이제는 전년도 세계 레슬링 선수권 대회 순위 상위권팀들이 대거 참가한다.
같은 이름으로 두 개의 개인 대회가 1956년과 1958년에 열렸고 1973년에 현재의 월드컵 대회가 설립되었다. 그 외에도 UWW는 2020년 월드컵 선수권 대회를 대체하는 대회로 개인 월드컵이라는 또 다른 대회를 열었다.

## 같이 보기
- 세계 레슬링 선수권 대회